# 안드레스 달레산드로
안드레스 니콜라스 달레산드로(스페인어: Andrés Nicolás D'Alessandro, 1981년 4월 15일 부에노스아이레스 ~ )는 아르헨티나의 전 축구 선수로, 현역 시절 포지션은 미드필더였다.

## 경력

### 클럽
1998년 리버 플레이트 소속으로 데뷔했으며 2003년 900만 유로의 이적료 계약을 맺고 독일의 VfL 볼프스부르크로 이적했다. 2005년 9월 21일에 열린 하노버 96과의 분데스리가 경기에서 VfL 볼프스부르크의 분데스리가 통산 4,000번째 골을 기록했다.
2006년 1월 잉글랜드의 포츠머스로 임대 이적했고 2006년 4월 17일에 열린 찰튼 애슬레틱과의 경기에서 득점을 기록했다. 2006년 6월 17일 스페인의 레알 사라고사로 임대 이적했고 2007년 6월 레알 사라고사로 완전 이적했다.
2008년 라몬 디아스가 감독을 맡고 있던 CA 산로렌소로 이적했고 라몬 디아스가 사임하자 브라질의 인테르나시오나우로 이적했다. 2010년에는 팀의 코파 리베르타도레스 우승에 공헌했고 2011년에는 팀의 레코파 수다메리카나 우승에 공헌했다. 2010년 남아메리카 올해의 축구 선수로 선정되었다.

### 국가대표
2001년 FIFA 세계 청소년 축구 선수권 대회에서 아르헨티나의 우승에 공헌했으며 2004년 하계 올림픽에서 아르헨티나의 올림픽 축구 금메달 획득에 공헌했다.

## 수상

### 클럽
리버 플레이트
- 아르헨티나 프리메라 디비시온 3회 우승 (2000 클라우수라, 2002 클라우수라, 2003 클라우수라)

인테르나시오나우
- 캄페오나투 가우슈 2회 우승 (2009, 2011)
- 코파 수다메리카나 1회 우승 (2008)
- 코파 리베르타도레스 1회 우승 (2010)
- 레코파 수다메리카나 1회 우승 (2011)

### 국가대표
아르헨티나 U-20
- 2001년 FIFA 세계 청소년 축구 선수권 대회 우승

아르헨티나 U-23
- 2004년 아테네 올림픽 축구 금메달

### 개인
- 2010년 남아메리카 올해의 축구 선수 수상